# August Melcher Myrberg
August Melcher Myrberg, född den 23 december 1825 i Göteborg, Göteborgs och Bohus län, död den 27 maj 1917 i Klara församling, Stockholms stad, var en svensk tonsättare, bror till Otto F. Myrberg.

## Biografi
Myrberg blev student vid Uppsala universitet 1844 och filosofie doktor där 1854. Han var sedan lärare i matematik och tyska vid olika läroverk i Stockholm 1858–1891, och samtidigt tjänsteman vid telegrafverket. Under sin uppsalatid var han 1850 dirigent för Allmänna Sången, och var i Stockholm dirigent i Sällskapet Par Bricole. Från 1890 ägnade han sig helt åt musik och komponerade en mängd körstycken och många solosånger. Myrberg är begravd på Norra begravningsplatsen utanför Stockholm.

## Utmärkelser
Myrberg invaldes som ledamot nr 526 av Kungliga Musikaliska Akademien den 30 mars 1908, och belönades med Litteris et Artibus 1868.

## Körverk i urval
- Aftonskyar
- Ballad ur "Fången på Kallö"
- Barden
- Bromsen och regnet
- Dalen
- Det mörknar i skog
- Efter islossningen
- Från skogar och dalar (6 titlar)
- God natt! (Sömnens Gud)
- Hvad sjunger du, liten fågel?
- Hymn (Dig, allsmäktige Herre)
- Kättil Rese och Atte Troll
- Liten fågel
- Midsommardans
- När sol sjunkit ned
- Saknad
- Serenad (Slumra hulda)
- Skeppet
- Sommarnatt
- Till stjärnorna
- Till svenska fanan
- Tuna ting
- Ut på det blånande hav
- Ute på fjärden
- Utfärd
- Vårjubel
- Vårsång (Det är liv, det är fröjd)
- Vid stranden